# Splinter (álbum)
Splinter é um álbum de estúdio banda estadunidense The Offspring, lançado dia 9 de dezembro de 2003 pela gravadora Columbia Records.
O baterista no álbum foi Josh Freese, já que Ron Welty saiu do grupo no mesmo ano em que o álbum foi lançado. Freese não se juntou a banda, foi contratado apenas para o disco (mas tocou no álbum seguinte, Rise and Fall, Rage and Grace por problemas contratuais do baterista oficial Atom Willard).
A banda havia declarado que o álbum se chamaria Chinese Democracy, numa clara provocação à Axl Rose, do Guns N' Roses, que declarou que esse seria o nome do próximo álbum (lançado em 2008 depois de 11 anos de produção) da banda. Dexter Holland declarou "Bobeou, dançou. Axl copiou minhas tranças, eu copio o nome do álbum dele." Contudo, a banda mudou de ideia e resolveu dar o nome de Splinter ao disco.

## Faixas[9]
Todas as canções foram escritas por Dexter Holland.
1. "Neocon" – 1:06
2. "The Noose" – 3:18
3. "Long Way Home" – 2:23
4. "Hit That" – 2:49
5. "Race Against Myself" – 3:32
6. "(Can't Get My) Head Around You" – 2:15
7. "The Worst Hangover Ever" – 2:58
8. "Never Gonna Find Me" – 2:39
9. "Lightning Rod" – 3:20
10. "Spare Me the Details" – 3:24
11. "Da Hui" – 1:42
12. "When You're in Prison" – 2:33

### VersãoEnhanced CD[4]
- Videoclipe de "Da Hui"
- Videoclipe de "Da Hui" (comentário com áudio)
- Tour nos estúdios
- 4 papéis de parede
- 2 canções MP3 para download
  - "The Kids Aren't Alright" (estilo ilha)
  - "When You're in Prison" (instrumental)

## Desempenho nas paradas musicais
| Parada musical (2003–2004)        | Melhor posição |
| --------------------------------- | -------------- |
| Parada de álbuns da Austrália     | 12             |
| Parada de álbuns da Áustria       | 10             |
| Parada de álbuns do Japão         | 8              |
| Parada de álbuns da Nova Zelândia | 27             |
| Parada de álbuns da Polônia       | 22             |
| Parada de álbuns da Suécia        | 56             |
| Parada de álbuns da Suíça         | 13             |
| Parada de álbuns do Reino Unido   | 27             |
| Billboard 200 (Estados Unidos)    | 30             |

## Trabalho no álbum[4]

### Banda
- Dexter Holland – Vocal e guitarra rítmica
- Noodles – Guitarra líder e vocal de apoio
- Greg K. – Baixo e vocal de apoio

### Outras pessoas
- Josh Freese – Bateria
- Ronnie King – Teclado em "Hit That"
- Jim Lindberg – Vocal de apoio
- Jack Grisham – Vocal de apoio
- Chris "X-13" Higgins – Vocal de apoio
- 2002 Reading Festival Crowd – Vocal do público em "Neocon"
- Mark Moreno – DJ em "The Worst Hangover Ever"
- Phil Jordan – Trompete em "The Worst Hangover Ever"
- Jason Powell – Saxofone em "The Worst Hangover Ever"
- Erich Marbach – Trombone em "The Worst Hangover Ever"
- Brendan O'Brien – Piano em "Spare Me the Details" e produtor do álbum
- Lauren Kinkade – Vocal de apoio em "When You're In Prison"
- Natalie Leggett, Mario De Leon, Eve Butler, Denyse Buffum e Matt Funes – Violino em "When You're In Prison"
- Larry Corbett – Violoncelo em "When You're In Prison"
- Gayle Levant – Harpa em "When You're In Prison"